# Friedenskirche (Wyhlen)

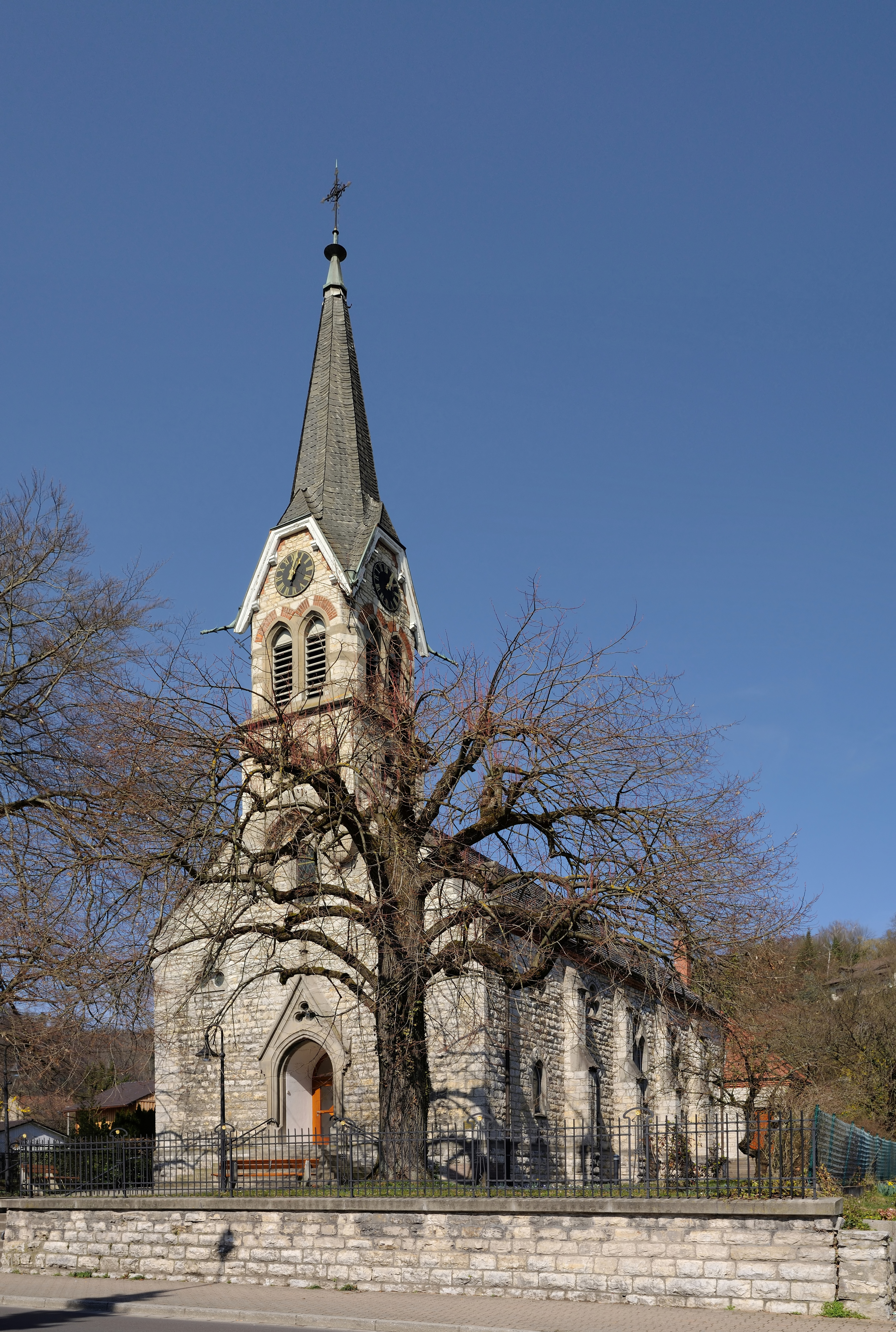
Friedenskirche Wyhlen

Die Friedenskirche in Wyhlen, ein Ortsteil von Grenzach-Wyhlen im Landkreis Lörrach, ist eine Kirche der Evangelischen Landeskirche in Baden aus dem Jahr 1902. Zum 100-jährigen Bestehen erhielt die Kirche unter Landesbischof Ulrich Fischer den Namen Friedenskirche. Die Kirchengemeinde Wyhlen umfasste im Jahr 2001 rund 2000 Mitglieder.

## Beschreibung

### Kirchengebäude
Die an der Durchgangsstraße von Wyhlen gelegene Kirche wurde nach einem Entwurf des Karlsruher Kirchenbauinspektors Rudolf Burckhardt errichtet. Das Langhaus ist mit einem rechteckigen Satteldach gedeckt. Das Dach des polygonalen Chors im Norden ist abgewalmt. Die Sakristei ist an den Chor angebaut. An den Längsseiten weist das Langhaus spitzbogig abschließende Fenster in zwei Zweierreihen auf.
An der Südseite des Langhauses erhebt sich über dem spitzbogigen Eingang der Glockenturm. Er wird von einem achteckigen Pyramidendach mit Kreuz gedeckt, dessen Ecken abgeschrägt sind. In den vier trapezförmigen Giebelseiten verfügt der Turm über je ein Zifferblatt der Turmuhr. Darunter befinden sich je zwei spitzbogige Klangarkaden. Im mittleren Turmgeschoss sitzt ein verglastes rosettenförmiges Fenster.
Das Gotteshaus fällt durch sein größtenteils unverputztes Naturstein-Mauerwerk auf.

### Glocken und Orgel

#### Glocken

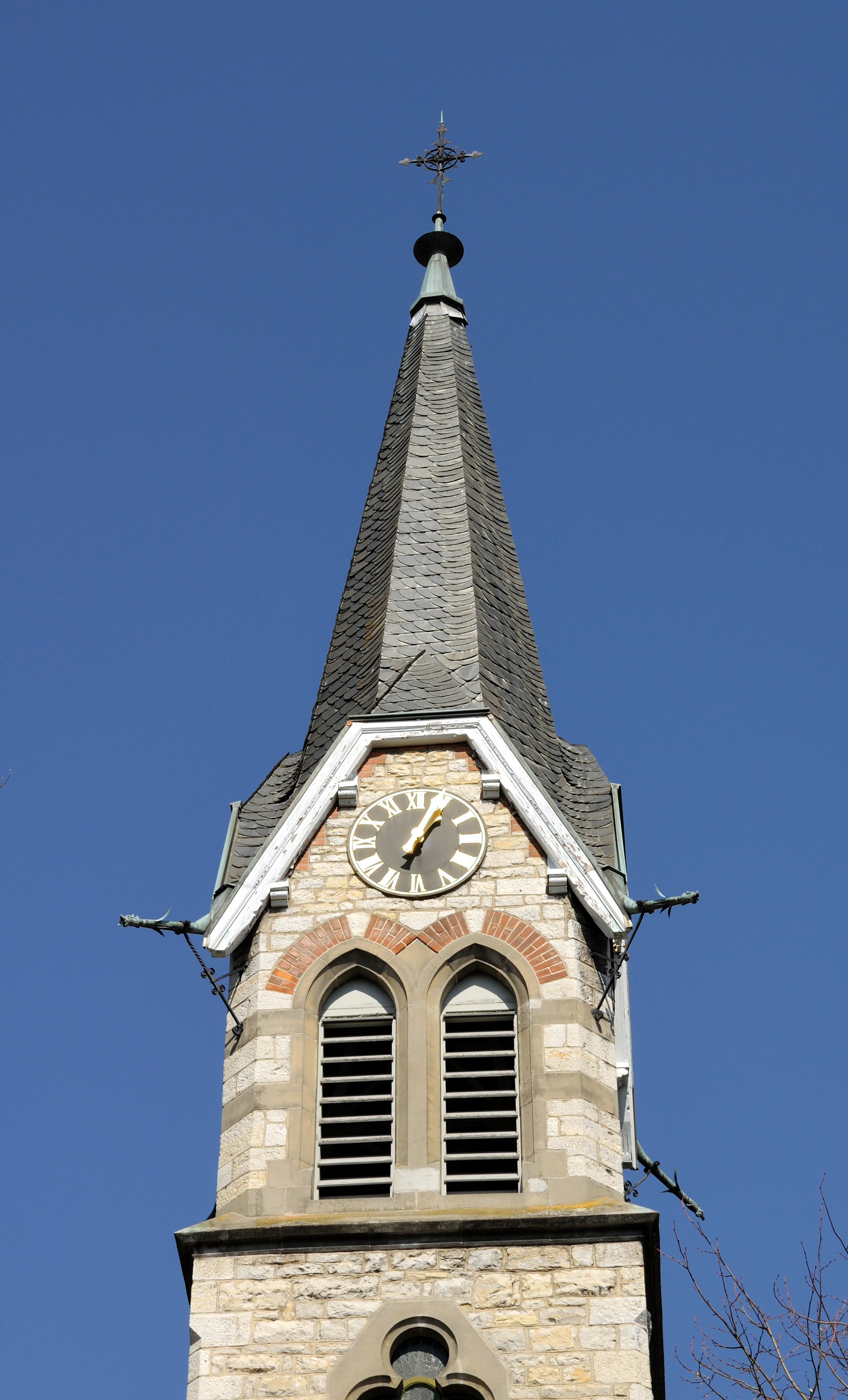
Glockenturm

Das dreistimmige Glockengeläut im Kirchturm setzt sich wie folgt zusammen:
| Glocke | Name           | Schlagton | Gussjahr | Gießer             |
| ------ | -------------- | --------- | -------- | ------------------ |
| 1      | Christusglocke | a′        | 1952     | Bochumer Verein    |
| 2      | Lutherglocke   | c′        | 1952     | Bochumer Verein    |
| 3      | Friedensglocke | d″        | 1925     | Bachert, Karlsruhe |

#### Orgel
Die ursprüngliche Orgel aus der Werkstatt von Friedrich Weigle wurde 1905 eingebaut. Das Instrument arbeitete mit pneumatischer Traktur sowie Membranladen und besaß zwei Manuale, ein Pedal und zehn Register. Im Jahr 1984 wurde die alte Orgel durch einen Neubau von Peter Vier ersetzt. Das Instrument mit mechanischer Spiel- und Registertraktur verfügt auf zwei Manualen und einem Pedal über zwölf Register.